# Maras. Ver, Oír y Callar
Maras. Ver, Oír y Callar es un cortometraje realizado por el director español Salvador Calvo en 2019.
De 23 mn de duración, se basa en testimonios reales de víctimas de las maras atendidas por CEAR (Comisión Española de Ayuda al Refugiado) para denunciar el estado de terror que siembran estas pandillas en Guatemala, El Salvador y Honduras, y que obliga a miles de personas a huir para salvar sus vidas en busca de un refugio que se les niega al llegar a países seguros como España.
La película fue producida por Globomedia y contó con varios de los colaboradores habituales de Salvador Calvo, como el guionista Alejandro Hernández, el compositor Roque Baños y el montador Jaime Colis.
Encabezan el reparto: Cristián Paredes, Édgar Vittorino, Belén López, María Isabel Díaz, Raúl Prieto, Óscar Zafra, Luis Jaspe y María Palacios.
Presentada en numerosos festivales de cine, la película fue galardonada con 13 premios y 7 nominaciones, entre ellas al Goya al Mejor Cortometraje de Ficción.